# Rallye de l'Acropole 2009
Le Rallye de l'Acropole 2009 est le 7e rallye du Championnat du monde des rallyes 2009.

## Résultats
| Rang | Pilote                | Copilote             | Voiture                        | Temps             | Différence    | Points |
| WRC  | WRC                   | WRC                  | WRC                            | WRC               | WRC           | WRC    |
| ---- | --------------------- | -------------------- | ------------------------------ | ----------------- | ------------- | ------ |
| 1    | Mikko Hirvonen        | Jarmo Lehtinen       | Ford Focus RS WRC 09           | 4 h 09 min 42 s 5 |               | 10     |
| 2    | Sébastien Ogier       | Julien Ingrassia     | Citroën C4 WRC                 | 4 h 10 min 55 s 4 | 1 min 12 s 9  | 8      |
| 3    | Jari-Matti Latvala    | Miikka Anttila       | Ford Focus RS WRC 09           | 4 h 11 min 27 s 5 | 1 min 45 s 0  | 6      |
| 4    | Federico Villagra     | Jose Diaz            | Ford Focus RS WRC 08           | 4 h 13 min 30 s 8 | 3 min 48 s 3  | 5      |
| 5    | Conrad Rautenbach     | Daniel Barritt       | Citroën C4 WRC                 | 4 h 13 min 42 s 3 | 3 min 59 s 8  | 4      |
| 6    | Khalid al-Qassimi     | Michael Orr          | Ford Focus RS WRC 08           | 4 h 16 min 46 s 8 | 7 min 04 s 3  | 3      |
| 7    | Mads Østberg          | Jonas Andersson      | Subaru Impreza WRC 2008        | 4 h 22 min 07 s 4 | 12 min 24 s 9 | 2      |
| 8    | Lambros Athanassoulas | Nikolaos Zakheos     | Škoda Fabia S2000              | 4 h 22 min 30 s 1 | 12 min 47 s 6 | 1      |
| PWRC |                       |                      |                                |                   |               |        |
| 1    | Lambros Athanassoulas | Nikolaos Zakheos     | Škoda Fabia S2000              | 4 h 22 min 30 s 1 |               | 10     |
| 2    | Nasser Al-Attiyah     | Giovanni Bernacchini | Subaru Impreza WRX STi N14     | 4 h 22 min 52 s 4 | 22 s 3        | 8      |
| 3    | Armindo Araújo        | Miguel Ramalho       | Mitsubishi Lancer Evolution IX | 4 h 24 min 47 s 0 | 2 min 16 s 9  | 6      |
| 4    | Toshi Arai            | Glenn MacNeall       | Subaru Impreza WRX STi         | 4 h 25 min 45 s 0 | 3 min 14 s 9  | 5      |
| 5    | Martin Prokop         | Jan Tománek          | Mitsubishi Lancer Evolution IX | 4 h 28 min 28 s 9 | 5 min 58 s 8  | 4      |
| 6    | Bernardo Sousa (en)   | Jorge Carvalho       | Fiat Grande Punto S2000        | 4 h 31 min 49 s 6 | 9 min 19 s 5  | 3      |
| 7    | Andis Neiksans        | Peteris Dzirkals     | Mitsubishi Lancer Evolution IX | 4 h 32 min 02 s 6 | 9 min 32 s 5  | 2      |
| 8    | Patrik Flodin         | Göran Bergsten       | Subaru Impreza WRX STi         | 4 h 37 min 28 s 8 | 14 min 58 s 7 | 1      |

## Spéciales chronométrées
| Étape       | Spéciale | Heure   | Nom              | Distance | Vainqueur                     | Temps         | Leader             |
| ----------- | -------- | ------- | ---------------- | -------- | ----------------------------- | ------------- | ------------------ |
| 1 (12 juin) | SS1      | 08 h 48 | Harvati          | 25,00 km | Jari-Matti Latvala            | 18 min 18 s 9 | Jari-Matti Latvala |
| 1 (12 juin) | SS2      | 10 h 21 | Thiva 1          | 23,76 km | Dani Sordo                    | 17 min 00 s 6 | Jari-Matti Latvala |
| 1 (12 juin) | SS3      | 11 h 44 | Evangelistria    | 21,03 km | Étape annulée                 |               | Jari-Matti Latvala |
| 1 (12 juin) | SS4      | 14 h 02 | Bauxites         | 23,17 km | Evgeny Novikov                | 14 min 39 s 8 | Jari-Matti Latvala |
| 1 (12 juin) | SS5      | 14 h 56 | Drossohori       | 23,68 km | Sébastien Ogier               | 19 min 41 s 9 | Jari-Matti Latvala |
| 1 (12 juin) | SS6      | 17 h 13 | Thiva 2          | 23,76 km | Mikko Hirvonen                | 16 min 59 s 5 | Mikko Hirvonen     |
| 2 (13 June) | SS7      | 09 h 32 | Klenia Mycenae 1 | 17,25 km | Jari-Matti Latvala            | 11 min 36 s 0 | Mikko Hirvonen     |
| 2 (13 June) | SS8      | 10 h 35 | Ghymno 1         | 26,28 km | Evgeny Novikov                | 19 min 03 s 6 | Mikko Hirvonen     |
| 2 (13 June) | SS9      | 11 h 50 | Kefelari 1       | 24,15 km | Mikko Hirvonen Petter Solberg | 19 min 32 s 8 | Mikko Hirvonen     |
| 2 (13 June) | SS10     | 14 h 50 | Klenia Mycenae 2 | 17,25 km | Jari-Matti Latvala            | 11 min 21 s 8 | Mikko Hirvonen     |
| 2 (13 June) | SS11     | 15 h 53 | Ghymno 2         | 26,28 km | Evgeny Novikov                | 18 min 51 s 2 | Mikko Hirvonen     |
| 2 (13 June) | SS12     | 17 h 08 | Kefelari 2       | 24,15 km | Evgeny Novikov                | 19 min 10 s 1 | Mikko Hirvonen     |
| 3 (14 June) | SS13     | 09 h 33 | Loutraki 1       | 8,98 km  | Mads Østberg                  | 7 min 38 s 2  | Mikko Hirvonen     |
| 3 (14 June) | SS14     | 10 h 07 | Aghii Theodori 1 | 33,00 km | Henning Solberg               | 22 min 43 s 2 | Mikko Hirvonen     |
| 3 (14 June) | SS15     | 10 h 55 | New Pissia       | 11,30 km | Matthew Wilson                | 8 min 16 s 2  | Mikko Hirvonen     |
| 3 (14 June) | SS16     | 12 h 51 | Loutraki 2       | 8,98 km  | Étape annulée                 |               | Mikko Hirvonen     |
| 3 (14 June) | SS17     | 13 h 25 | Aghii Theodori 2 | 33,00 km | Jari-Matti Latvala            | 22 min 14 s 2 | Mikko Hirvonen     |

## Classements au championnat après l'épreuve

### Classement des pilotes
| Rang | Pilote                | Rallyes | Rallyes | Rallyes | Rallyes | Rallyes | Rallyes | Rallyes | Rallyes | Rallyes | Rallyes | Rallyes | Rallyes | Total points |
| Rang | Pilote                | IRL     | NOR     | CYP     | POR     | ARG     | ITA     | GRE     | POL     | FIN     | AUS     | ESP     | GBR     | Total points |
| ---- | --------------------- | ------- | ------- | ------- | ------- | ------- | ------- | ------- | ------- | ------- | ------- | ------- | ------- | ------------ |
| 1er  | Sébastien Loeb        | 10      | 10      | 10      | 10      | 10      | 5       | Ab.     |         |         |         |         |         | 55           |
| 2e   | Mikko Hirvonen        | 6       | 8       | 8       | 8       | Ab.     | 8       | 10      |         |         |         |         |         | 48           |
| 3e   | Daniel Sordo          | 8       | 4       | 5       | 6       | 8       | 0       | 0       |         |         |         |         |         | 31           |
| 4e   | Jari-Matti Latvala    | 0       | 6       | 0       | Ab.     | 3       | 10      | 6       |         |         |         |         |         | 25           |
| 5e   | Henning Solberg       | 5       | 5       | 0       | 4       | 6       | 1       | 0       |         |         |         |         |         | 21           |
| 6e   | Petter Solberg        | -       | 3       | 6       | 5       | Ab.     | 6       | Ab.     |         |         |         |         |         | 20           |
| 7e   | Matthew Wilson        | 2       | 2       | 4       | Ab.     | 4       | 3       | 0       |         |         |         |         |         | 15           |
| 8e   | Federico Villagra     | -       | -       | 2       | 2       | 5       | Ab.     | 5       |         |         |         |         |         | 14           |
| 9e   | Sébastien Ogier       | 3       | 0       | Ab.     | 0       | 2       | Ab.     | 8       |         |         |         |         |         | 13           |
| 10e  | Mads Østberg          | -       | 0       | -       | 3       | -       | 2       | 2       |         |         |         |         |         | 7            |
| 11e  | Conrad Rautenbach     | 0       | Ab.     | 3       | Ab.     | Ab.     | 0       | 4       |         |         |         |         |         | 7            |
| 12e  | Khalid al-Qassimi     | 1       | -       | 1       | 1       | -       | 0       | 3       |         |         |         |         |         | 6            |
| 13e  | Chris Atkinson        | 4       | -       | -       | -       | -       | -       | -       |         |         |         |         |         | 4            |
| 14e  | Evgeny Novikov        | -       | 0       | Ab.     | Ab.     | -       | 4       | 0       |         |         |         |         |         | 4            |
| 15e  | Urmo Aava             | 0       | 1       | -       | -       | -       | -       | -       |         |         |         |         |         | 1            |
| 15e  | Nasser Al Attiyah     | -       | -       | 0       | 0       | 1       | 0       | 0       |         |         |         |         |         | 1            |
| 15e  | Lambros Athanassoulas | -       | -       | -       | -       | -       | -       | 1       |         |         |         |         |         | 1            |

| Couleur | Résultat                                                         |
| ------- | ---------------------------------------------------------------- |
| Or      | Vainqueur                                                        |
| Argent  | 2e place                                                         |
| Bronze  | 3e place                                                         |
| Vert    | Classé, dans les points                                          |
| Bleu    | Classé, hors des points Non classé (Nc.)                         |
| Mauve   | Abandon (Ab.) Retrait (Re.)                                      |
| Noir    | Disqualifié (Dq.)                                                |
| Blanc   | N'a pas pris le départ (Np.) Forfait (Forf.) Épreuve annulée (A) |
| Aucune  | N'a pas participé (-)                                            |

### Classement des constructeurs
| Rang | Équipe                             | Rallyes | Rallyes | Rallyes | Rallyes | Rallyes | Rallyes | Rallyes | Rallyes | Rallyes | Rallyes | Rallyes | Rallyes | Total points |
| Rang | Équipe                             | IRL     | NOR     | CYP     | POR     | ARG     | ITA     | GRE     | POL     | FIN     | AUS     | ESP     | GBR     | Total points |
| ---- | ---------------------------------- | ------- | ------- | ------- | ------- | ------- | ------- | ------- | ------- | ------- | ------- | ------- | ------- | ------------ |
| 1er  | Citroën Total WRT                  | 18      | 14      | 16      | 16      | 18      | 8       | 4       |         |         |         |         |         | 94           |
| 2e   | BP-Ford Abu Dhabi WRT              | 8       | 14      | 10      | 8       | 3       | 18      | 18      |         |         |         |         |         | 79           |
| 3e   | Stobart VK M-Sport Ford Rally Team | 8       | 8       | 6       | 5       | 10      | 7       | 5       |         |         |         |         |         | 49           |
| 4e   | Citroën Junior Team                | 5       | 2       | 4       | 0       | 2       | 5       | 6       |         |         |         |         |         | 24           |
| 5e   | Munchi's Ford World Rally Team     | 0       | 0       | 3       | 4       | 5       | 0       | 6       |         |         |         |         |         | 18           |